# Rif (Islandia)
Rif – miejscowość w zachodniej części Islandii na półwyspie Snæfellsnes, w jego północno-zachodniej części. Położona jest pomiędzy dwiema większymi miejscowościami: Hellissandur (3 km na zachód od niej) i Ólafsvík (6 km na wschód). Wszystkie trzy miejscowości wchodzą w skład gminy Snæfellsbær, położonej w regionie Vesturland. W 2018 zamieszkiwało ją 135 osób.